# Grabovica, Sjenica
Grabovica (izvirno srbsko Грабовица) je naselje v Srbiji, ki upravno spada pod Občino Sjenica; slednja pa je del Zlatiborskega upravnega okraja.

## Demografija
V naselju živi 39 polnoletnih prebivalcev, pri čemer je njihova povprečna starost 41,5 let (36,7 pri moških in 48,6 pri ženskah). Naselje ima 10 gospodinjstev, pri čemer je povprečno število članov na gospodinjstvo 4,40.
|  |

| Demografija | Demografija     | Demografija     |
| Leto        | Št. prebivalcev | Št. prebivalcev |
| ----------- | --------------- | --------------- |
|             |                 |                 |
|             |                 |                 |
|             |                 |                 |
|             |                 |                 |
| 1948        | 78              |                 |
| 1953        | 92              |                 |
| 1961        | 80              |                 |
| 1971        | 73              |                 |
| 1981        | 64              |                 |
| 1991        | 53              | 53              |
| 2002        | 47              | 44              |
|             |                 |                 |

| Etnična sestava po popisu iz leta 2002 | Etnična sestava po popisu iz leta 2002 | Etnična sestava po popisu iz leta 2002 | Etnična sestava po popisu iz leta 2002 | Etnična sestava po popisu iz leta 2002 |
| -------------------------------------- | -------------------------------------- | -------------------------------------- | -------------------------------------- | -------------------------------------- |
| Bošnjaki                               | Bošnjaki                               |                                        | 39                                     | 88,63%                                 |
| Srbi                                   | Srbi                                   |                                        | 5                                      | 11,36%                                 |
| Neznano                                | Neznano                                |                                        | 0                                      | 0,0%                                   |